# أورانتشيميغن مونك إرديني
أورانتشيميغن مونك إرديني (مواليد 20 مارس 1982) هو ملاكم منغولي، مثّل بلاده في الألعاب الأولمبية الصيفية في دورات 2004 و2008 و2012.

## روابط خارجية
أورانتشيميغن مونك إرديني على موقع اللجنة الأولمبية الدولية (الإنجليزية)
- أورانتشيميغن مونك إرديني على موقع أوليمبيديا (الإنجليزية)